# Jules Gendebien
Jules Gendebien, né à Louvain le 15 mai 1906 et mort le 14 février 2011, est un homme politique belge.

## Fonctions et mandats
- Membre de la Chambre des représentants de Belgique : 1968-1971
- Conseiller communal de Jodoigne : 1970-1975

## Publications
- Technique des opérations à tempérament, Leuven, Librairie Universitaire, 1965.
- L’indispensable création d’une nouvelle monnaie mondiale et réforme du FMI (voordracht in 2010)

## Sources
- Paul VAN MOLLE, Het Belgisch parlement, 1894-1972, Antwerpen, 1972.